# Declarația de independență a Finlandei

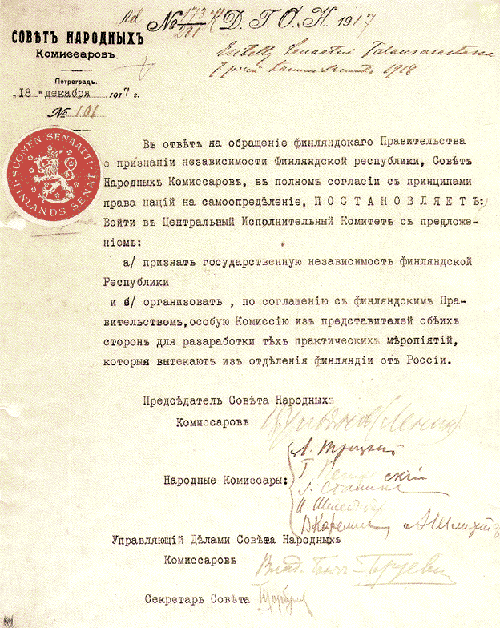
Guvernul bolşevic condus de Lenin a aprobat Declarația de independență a Finlandei.

Declarația de independență a Finlandei a fost adoptată de Parlamentul Finlandei pe 6 decembrie 1917. Această declarație a transformat Finlanda dintr-un Mare Ducat autonom aflat în componența Imperiului Rus, într-un stat național, suveran și independent. 

## Revoluția din Rusia
Revoluția din Februarie 1917 și, mai apoi, Revoluția din Octombrie bolșevică condusă de Vladimir Ilici Lenin au aprins speranțele de renaștere națională în Marele Ducat al Finlandei. După abdicarea țarului Nicolae al II-lea din 15 martie 1917, uniunea personală dintre Rusia și Finlanda și-a pierdut baza legală – cel puțin după cum se vedeau lucrurile de la Helsinki.
În consecință, pe 15 noiembrie, Parlamentul Finlandei s-a proclamat "deținătorul puterii supreme în Stat", declarație care s-a bazat pe Constituția Finlandei, (mai precis pe §38) din vechiul Instrument de Guvernare din 1772, care fusese legiferat de Riksdagul Stărilor. 
Vechiul Instrument de Guvernare nu a fost considerat multă vreme potrivit noii situații. Monarhia și nobilimea ereditare au fost considerate depășite, tendințele din rândurile cercurilor conducătoare fiind cele republicane. 
Senatul Finlandei a propus pe 4 decembrie un Instrument de Guvernare Republican, care, prin preambulul său proclama noul statut de independență a țării. 

## Declarația de independență
Făcând referire la proclamația din 15 noiembrie, Declarația de independență proclama:
Poporul Finlandei și-a luat soarta în mâini prin acest pas, un pas atât justificat, cât și cerut de condițiile actuale. Poporul Finlandei crede cu tărie că nu-și poate îndeplini sarcinile naționale și internaționale fără atingerea suveranității complete. Dorința seculară de libertate așteaptă să fie satisfăcută, poporul Finlandei pășește de acum înainte ca o națiune liberă alături de celelalte națiuni ale lumii.
Greutățile care împovărau populația de rând, care dusese deja la o polarizare alarmantă a societății, avea să ducă în cele din urmă la izbucnirea războiului civil finlandez. Declarația de independență făcea referire la aceste probleme:
Guvernul va aborda puterile străine pentru a căuta recunoașterea independenței noastre politice. Toate complicațiile, foametea și șomajul rezultate din actuala izolare externă fac necesară de urgență o acțiune guvernamentală de strângere fără întârziere a legăturilor cu puterile străine. Ajutorul urgent, concret, pentru acoperirea nevoilor primare pentru trai și pentru industrie, este singura noastră salvare de la foametea iminentă și de la colapsul industrial.
Pe 6 decembrie, Parlamentul a adoptat Declarația de independență, zi care din acel moment este sărbătoare națională – Ziua independenței Finlandei. 